# Artem Pustovyi
Artem Pustovyi (en ukrainien : Артем Володимирович Пустовий, Artem Volodimirovitch Poustovii), né le 25 juin 1992, à Sofiivka, en Ukraine, est un joueur ukrainien de basket-ball. Il évolue au poste de pivot.

## Carrière
Après trois saisons avec Obradoiro CAB, Artem Pustovyi rejoint le FC Barcelone en juillet 2018. Il s'engage en juillet 2021 avec le CB Gran Canaria, club de première division espagnole.
En juillet 2022, Pustovyi signe avec l'UCAM Murcie, en première division espagnole.
Le 18 juillet 2023, le joueur ukrainien rejoint de nouveau l'Obradoiro CAB cinq ans après son départ du club.

## Palmarès
- Champion d'Espagne 2021
- Champion d'Ukraine 2015